# Sambrasa trio
Sambrasa Trio é um grupo brasileiro de sambajazz, formado por Hermeto Pascoal (piano e flauta), Humberto Clayber (baixo e gaita) e Airto Moreira (bateria). A banda começou a tocar em 1965 e durou apenas um ano. No entanto, seu sucesso com uma abordagem mais livre, fugindo dos padrões do sambajazz da época, influenciaram muitos músicos brasileiros durante anos.
A banda gravou apenas um álbum, intitulado Em Som Maior (1965). Este álbum foi largamente elogiado pela crítica nacional e ajudou os músicos integrantes do trio a darem continuidade à suas carreira. Após o fim do grupo, os três membros nunca mais tocaram juntos nessa formação novamente. Atualmente, todos os três membros seguem carreira solo.

## Discografia
- Em som maior (1965), selo Som Maior.[1]